# Cyathea borbonica
Cyathea borbonica là một loài thực vật có mạch trong họ Cyatheaceae. Loài này được Desv. mô tả khoa học đầu tiên năm 1811.

## Hình ảnh

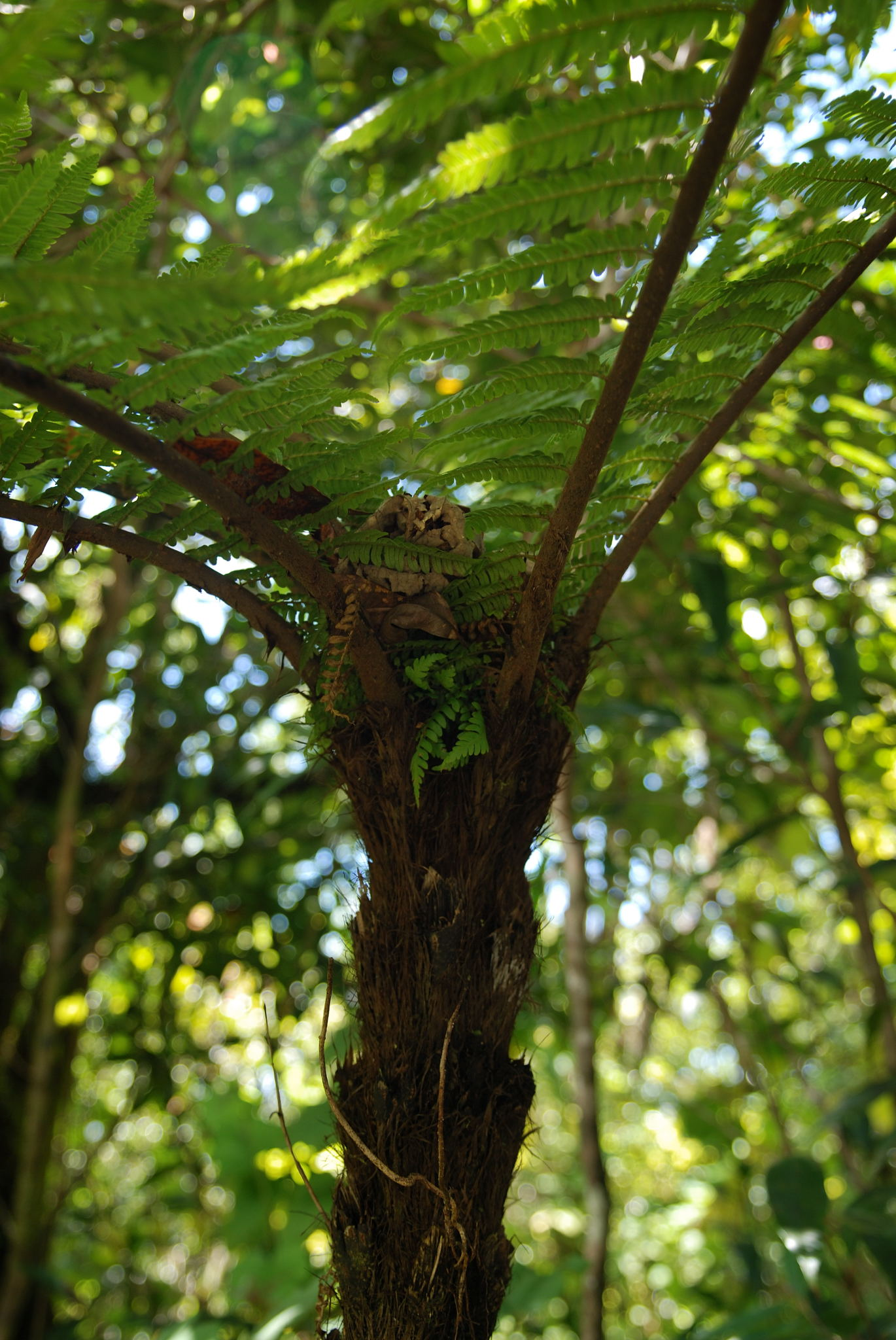